# Općina
Općina je po svom etimološkom i političkom značenju izraz koji odgovara terminu komuna u klasičnoj demokratskoj i administrativnoj terminologiji. Općina je naziv za najnižu i osnovnu političko-teritorijalnu jedinicu i za organizaciju lokalne samouprave i lokalne uprave na njezinom teritoriju.
U Hrvatskoj je općina zakonom definirana kao jedinica lokalne samouprave, osnovana u pravilu za područje više naselja koja predstavljaju prirodnu, gospodarsku i društvenu cjelinu te koja su povezana zajedničkim interesima stanovništva. Granica općine određena je granicama rubnih naselja. Općine i gradovi druga su razina administrativne i prostorne podjele Hrvatske.

## Općine kao drugorazinski entiteti
- U Australiji, općina (municipality) je grad (city) ili okrug i podjedinica je države (state).
- U Austriji, općina (Gemeinde) je dio distrikta (Bezirk), koji je ujedno dio države (Bundesland).
- U Belgiji, općina (gemeente/commune) je dio pokrajine (provincie/province)
- U Bosni i Hercegovini, općina (ili "opština") je
  - dio županije (kantona)
  - podjedinica (grupirana u regije) (u Republici Srpskoj)
- U Brazilu, općina (município) je dio države (estado)
- U Bugarskoj, općina (община/obshtina) je dio pokrajine (oblast)
- U Čileu, općina (comuna) je dio pokrajine (provincia)
- U Danskoj, općina (kommune) je dio okruga (amt)
- Na Filipinima, općina (bayan) je dio pokrajine (lalawigan) i sastoji se od barangayja.
- U Finskoj, općina (kunta/kommun) je dio pokrajine (lääni/län)
- U Francuskoj, općina (commune) je dio departmana (département)
- U Hrvatskoj, općina je dio županije
- U Italiji, općina (comune) je dio pokrajine (provincia) koja je dio regije (regione).
- U Japanu, bilo koja uprava osim japanske nacionalne uprave naziva se općinom.
- U Južnoj Africi, općine (municipality) su podjedinice pokrajine (province), te su poredane prema veličini. U redoslijedu od najveće k najmanjoj: metropolitanske, distriktne, lokalne.
- U Kanadi, općina (municipality) je grad (city), okrug (county) ili regionalna općina (regional municipality) koja je uklopljena statutom legislaturama Provincijama i teritorijima Kanade. Također je posebno određenje za određene općine u Quebecu.
- U Mađarskoj općina (község) je tip samostalnog naselja s najnižim administrativnim rangom. (Općina se često sastoji od jednog jedinog naselja). Veći entiteti iste razine nazivaju se velike općine (nagyközség) ili gradovi (város).
- U Meksiku, općina (municipio) je podjedinica države (estado).
- U Nizozemskoj, općina (gemeente) je dio pokrajine (provincie).
- U Norveškoj, općina (kommune) je dio pokrajine (fylke)[1]
- Svaki dio kopna Novog Zelanda je dio "grada (city)" (uglavnom urbanog) ili "distrikta (district)" (uglavnom ruralnog). Naziv "općina (municipality)" postao je rijedak na Novom Zelandu od 1979. i nema nikakav legalan status.
- U Njemačkoj, općina (Gemeinde) je dio distrikta (Kreis). Veći entiteti iste razine nazivaju se gradovi (Stadt).
- U Poljskoj, općina (commune) (gmina) je dio okruga (powiat).
- U Rumunjskoj, općina (municipiu) je dio okruga (judeţ). Za više informacija vidi Općina u Rumunjskoj.
- U Sjedinjenim Državama, entiteti koji imaju jednak status kao općina (municipality) razlikuju se od države do države (state). Gradovi (city), okruzi (borough) ili sela uobičajeni su nazivi za općine. Gradska područja (townships), okruzi (county) i župe (parish) ne smatraju se općenito općinama, iako postoje iznimke.
- U Srbiji, općina (opština) je dio okruga
- U Švedskoj, općina (kommun) je dio okruga (län).
- U Švicarskoj, općina (commune/Gemeinde/comune)  je dio kantona (canton/Kanton/cantone) i određena je kantonskim zakonom.

## Prvorazinski entiteti i ostali oblici općina
- U Narodnoj Republici Kini, općine (直辖市 na pinyinu: zhíxiéshì) su gradovi s jednakim statusom kao provincije: Beijing, Tianjin, Šangaj i Chongqing (vidi Kineske općine)
- U Republici Kini na Tajvanu, općine (直轄市 na Wade-Gilesu: chi-hsia-shih) su gradovi s jednakim statusom kao provincije: Taipei i Kaohsiung. (vidi Kineske općine)
- U Portugalu, općina (município/concelho) je primarna lokalna administrativna jedinica. Iako je dio distrikta (distrito) za određene nacionalne administrativne svrhe, općina nije podređena distriktu i decentralizacijom se nastoji ukinuti distrikte. Općina sadrži jednu ili više freguesia.
- U Portoriku, ne postoje prvorazinske administrativne podjele, a općine (municipio) služe kao drugoredne, ali prvorazinske, administrativne podjele.
- U Crnoj Gori, općina (opština) je najviša regionalna podjela
- Libijske općine, neke vrlo velike
- U Sloveniji, općina (občina) je primarna lokalna administrativna jedinica. Postoji ih 211, od kojih 11 imaju poseban "gradski" status s dodatnom autonomijom (mestna občina).
- U Španjolskoj, općina (município) je primarna lokalna administrativna jedinica. Dio je pokrajine (provincia) za sve nacionalne administrativne svrhe. Općina sadrži jednu ili više parroquia. U regiji Galiciji, općine se nazivaju concello.

## Više informacija
- Popisi općina (s popisima za zemlje)
- Općinska uprava
- Načelnik
- Subnacionalni entitet
- Politička znanost